# Середавин, Владимир Диамидович
Владимир Диамидович Середавин (26 июля 1936, пос. Саракташ Саракташского района Оренбургской области — 17 января 2003, Самара) — русский и советский врач, хирург, общественный деятель. Заслуженный врач Российской Федерации. Почётный гражданин Самары.
Основатель, строитель современных корпусов и главный врач Самарской областной клинической больницы имени М. И. Калинина (1975—2002).
Сейчас в честь него названа СОКБ

## Биография
Происходит из казаков. С 1955 до 1960 года обучался на лечебно-профилактическом факультете Куйбышевского медицинского института (ныне Самарский государственный медицинский университет). После учëбы до 1975 года работал в Кинель-Черкасском районе, где прошëл путь от хирурга до главного врача района.
С 1975 по 2002 год — главный врач Самарской областной клинической больницы имени М. И. Калинина (СОКБ им. М. И. Калинина), в создании и строительстве которой он принимал активное участие. С 1997 года руководимая им областная больница — участник Международной программы «Партнерство ради прогресса», была награждена призом «Золотая пальма», знаком отличия «Золотое клише», большим призом «Гран При», является одной из трех медицинских учреждений России, где есть центр по пересадке костного мозга, спасший жизни тысяч людей, а также организовано отделение эндоскопической хирургии, где успешно проводятся бескровные операции. В СОКБ им. М. И. Калинина внедрены и широко используются рентгенангиографические методы диагностики и лечения.
С апреля 2002 года Владимир Середавин — почëтный главный врач СОКБ им. М. И. Калинина.
Приложил немало усилий для возрождения казачества в Поволжье, был полковником казачьих войск и начальником медицинской службы Волжского Казачьего войска. Неоднократно избирался депутатом районного, городского и областного Советов народных депутатов.
В 1997—2001 годах депутат Самарской Губернской думы 2 созыва.
Умер в 2003 году, похоронен на Городском кладбище Самары.

## Награды
- Орден «За заслуги перед Отечеством» IV степени
- Орден Дружбы Народов
- Орден «Знак Почёта»
- 13 медалей
- Заслуженный врач Российской Федерации
- Почëтный гражданин города Самары

## Память
- Именем Середавина в 2006 году назван сквер на территории Самарской областной клинической больницы.
- Установлен бюст перед зданием СОКБ и памятник на могиле.
- С 28 января 2015 года по ходатайству коллектива Самарской областной клинической больнице присвоено имя её почетного главного врача В. Д. Середавина.